# 前28世纪
| 千纪： | 前4千纪 \| 前3千纪 \| 前2千纪 |
| 世纪： | 前31世纪 \| 前30世纪 \| 前29世纪 \| 前28世纪 \| 前27世纪 \| 前26世纪 \| 前25世纪                                                         |
| 年代： | 前2790年代 \| 前2780年代 \| 前2770年代 \| 前2760年代 \| 前2750年代 \| 前2740年代 \| 前2730年代 \| 前2720年代 \| 前2710年代 \| 前2700年代 |

前2800年至前2701年的这一段期间被称为前28世纪。

## 重要事件、发展与成就
- 科学技术
  - 古埃及使用一年365日的日历。
  - 世界上发现的最早的油灯估计是前28世纪制造的。
  - 在美索不达米亚人们开始用贮水池来保存雨水，这可以被认为是公共卫生历史上人类首次对饮用水的管理。
  - 位于英国的巨石阵是前28世纪开始建造的。
  - 最早被发现的木锯是在古埃及估计前28世纪制造的。
  - 从前2707年开始埃及人开始建造金字塔。

- 战争与政治
  - 前2775年—前2650年——埃及第一王朝灭亡，第二王朝开始。

- 前28世纪的天灾人祸

- 文化娱乐

- 疾病与医学

- 环境与自然资源